# Caroline Kuhlman
Caroline Kuhlman, née le 25 août 1966, est une joueuse américaine de tennis.

## Carrière
Caroline Kuhlman a débuté sur le circuit professionnel en 1983 et pris sa retraite en 1995.
Son meilleur résultat sur le circuit WTA est une finale en simple en 1993 au tournoi d'Auckland.

## Palmarès

### Titre en simple dames
Aucun.

### Finale en simple dames
| No | Date       | Nom et lieu du tournoi                | Catégorie | Dotation  | Surface    | Vainqueure   | Score    |          |
| -- | ---------- | ------------------------------------- | --------- | --------- | ---------- | ------------ | -------- | -------- |
| 1  | 01-02-1993 | Nutri-Metics Bendon Classic, Auckland | Tier IV   | 100 000 $ | Dur (ext.) | Elna Reinach | 6-0, 6-0 | Parcours |

## Parcours en Grand Chelem

### En simple
| Année | Open d'Australie | Open d'Australie   | Internationaux de France | Internationaux de France | Wimbledon       | Wimbledon         | US Open         | US Open          |
| ----- | ---------------- | ------------------ | ------------------------ | ------------------------ | --------------- | ----------------- | --------------- | ---------------- |
| 1983  | —                | —                  | —                        | —                        | —               | —                 | 1er tour (1/64) | Louise Allen     |
|       |                  |                    |                          |                          |                 |                   |                 |                  |
| 1985  | —                | —                  | —                        | —                        | —               | —                 | 3e tour (1/16)  | Alycia Moulton   |
| 1986  | —                | —                  | —                        | —                        | 1er tour (1/64) | Catherine Tanvier | 2e tour (1/32)  | Michelle Torres  |
|       |                  |                    |                          |                          |                 |                   |                 |                  |
| 1990  | —                | —                  | —                        | —                        | —               | —                 | 2e tour (1/32)  | Arantxa Sánchez  |
|       |                  |                    |                          |                          |                 |                   |                 |                  |
| 1992  | —                | —                  | 1er tour (1/64)          | Lori McNeil              | 1er tour (1/64) | Kimiko Date       | 3e tour (1/16)  | Sabine Appelmans |
| 1993  | 1er tour (1/64)  | Donna Faber        | 1er tour (1/64)          | Silke Frankl             | 1er tour (1/64) | Amanda Wainwright | 1er tour (1/64) | Kristine Kunce   |
| 1994  | 3e tour (1/16)   | Mary Joe Fernández | 1er tour (1/64)          | Marzia Grossi            | 2e tour (1/32)  | Meredith McGrath  | 2e tour (1/32)  | Judith Wiesner   |

N.B. : à droite du résultat se trouve le nom de l'ultime adversaire.

## Classements en fin de saison
| Année          | 1985 | 1986 | 1987 | 1988 | 1989 | 1990 | 1991 | 1992 | 1993 | 1994 |
| Rang en simple | 68   | 92   | –    | –    | –    | –    | 188  | 101  | 71   | 93   |
| Rang en double | –    | –    | –    | –    | –    | –    | 254  | 103  | 175  | 375  |

Source : (en) Classements de Caroline Kuhlman sur le site officiel de la Fédération internationale de tennis